# Jörgen Kock

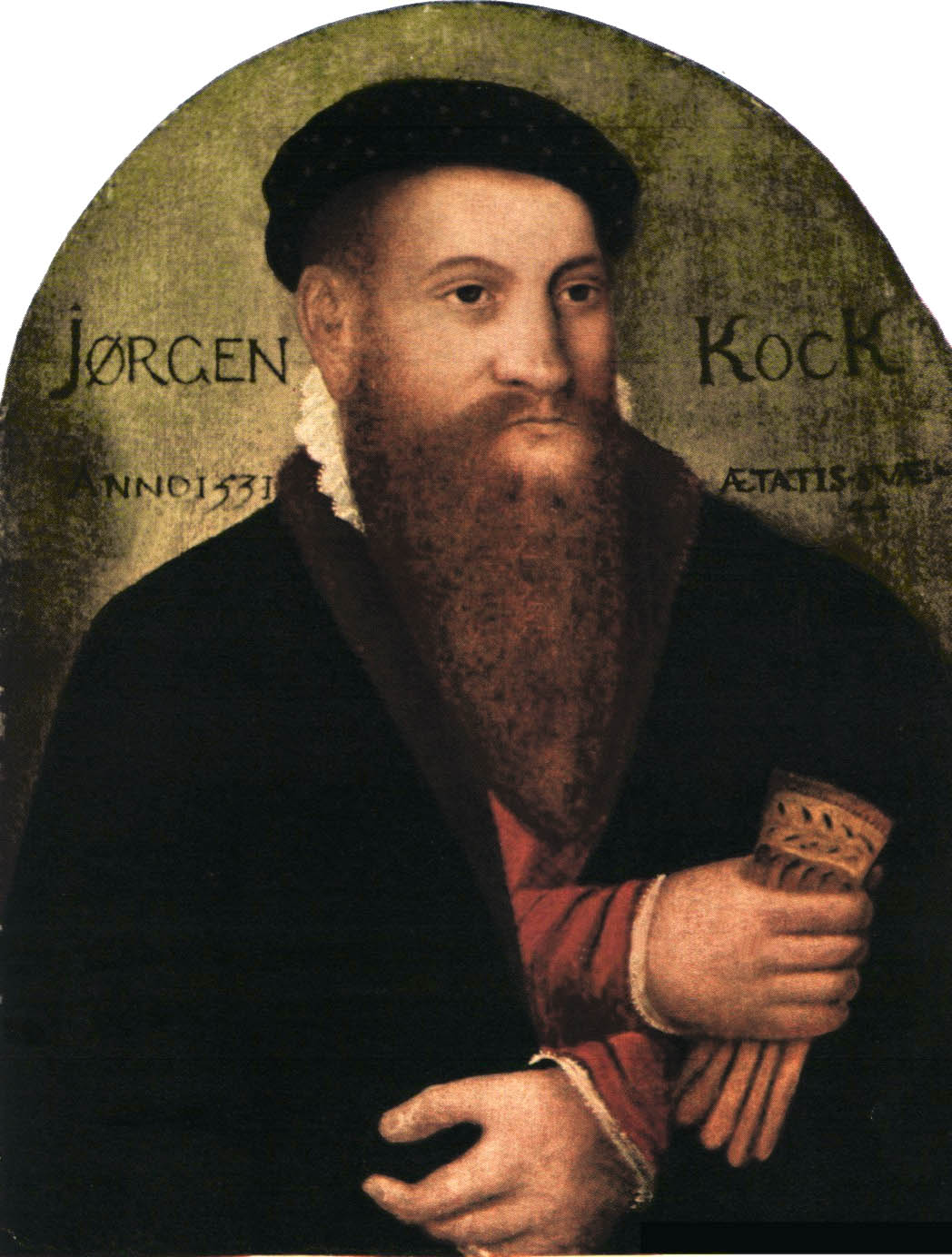
Jörgen Kock (1531)

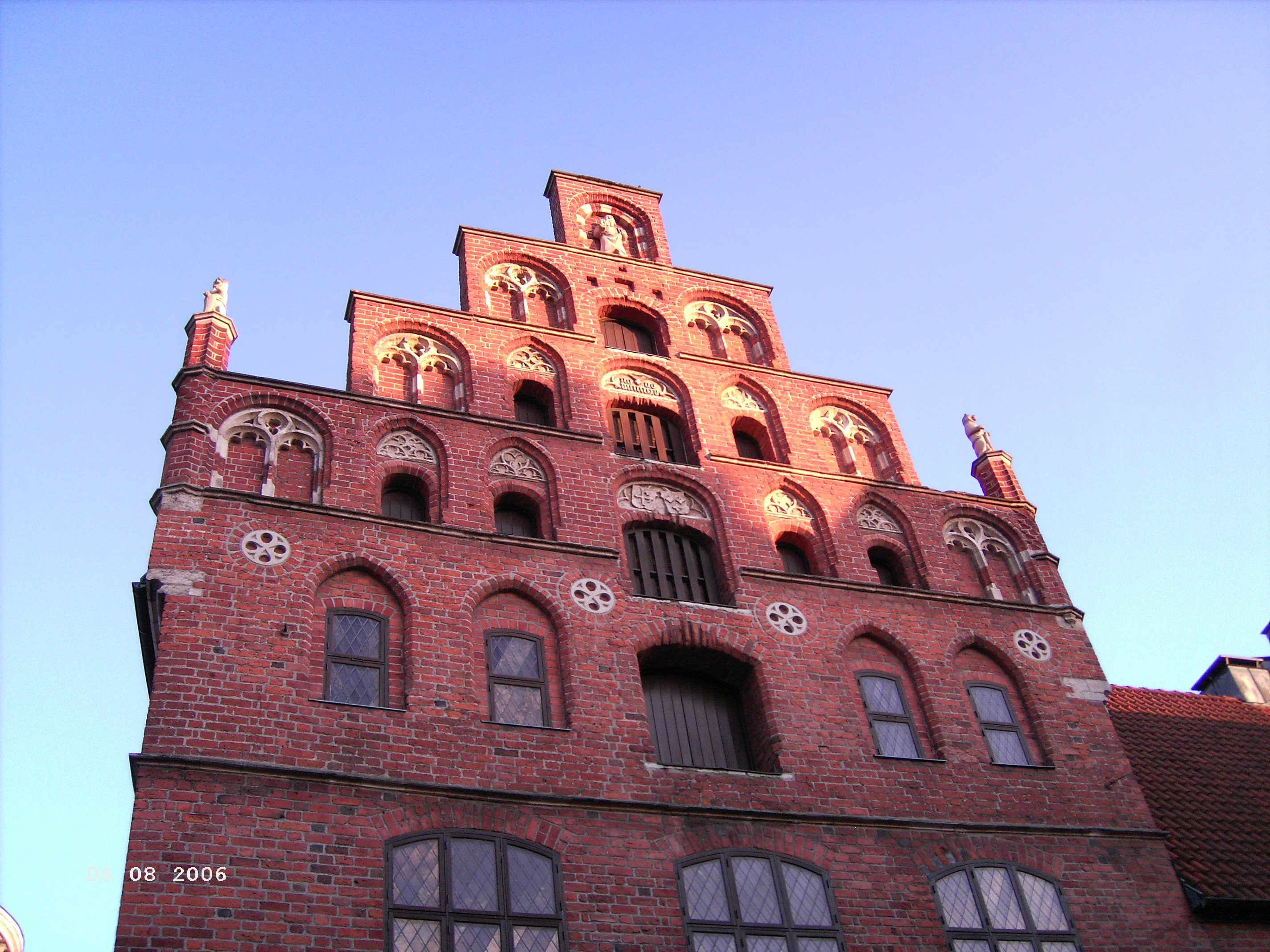
Jörgen Kocks Haus in Malmö

Jörgen Kock (* 1487 vermutlich in Westfalen; † 1556) war Bürgermeister von Malmö und führte dort die Reformation ein.

## Leben
Jörgen Kock stammte aus Westfalen. In Malmö ist er seit 1517 nachweisbar. Die Heirat mit Sidse Cortsdatter († 1553), der Witwe von Walter Kniphoff, einem wohlhabenden Malmöer Bürger, der in Kopenhagen als Kaufmann tätig gewesen war, ermöglichte ihm den Eintritt in die höhere städtische Gesellschaft. Sein Stiefsohn aus der ersten Ehe seiner Frau war der dänische Admiral Claus Kniphoff.

### Münzmeister
1518 wurde er, durch umfassenden Handel bereits wohlhabend, zum Münzmeister von Malmö. In den folgenden Jahren unterstützte Kock den dänischen König Christian II. bei der Finanzierung seiner kriegerischen Unternehmungen, indem er minderwertige Münzen prägte. Er begleitete den König 1520 bei dessen Feldzug nach Schweden, war bei der Eroberung der Burg Tre Kronor in Stockholm dabei und wurde Zeuge des Stockholmer Blutbads. Das dabei konfiszierte Silber nahm er nach Malmö mit und prägte daraus Münzen. 1523 wurde er Bürgermeister von Malmö.
Als in diesem Jahr jedoch abzusehen war, dass Christian II. sich nicht an der Macht halten konnte, schlug Kock sich auf Seiten Friedrichs I. und übergab diesem die Stadt im Januar 1524. Bis zu Friedrichs Tod 1533 folgte Kock ihm loyal und unterstützte ihn durch großzügige Darlehen. Auch Gustav I. Wasa, der im August 1524 zu Friedensgesprächen in Malmö weilte, war sein Gast und wurde von ihm unterstützt. Als Dank behielt Kock das Münzrecht. Die Münzprägerei, die sich ursprünglich auf der landesherrlichen Burg Malmöhus befand, verlegte er, als die Burg ab 1525 ausgebaut wurde, auf sein Privatgrundstück. 1526 er dann in den Adelstand erhoben. Sein Stiefsohn dagegen, der auch nach 1523 auf Seiten von Christian II. blieb und einen Kaperkrieg gegen die Hansestädte begann, wurde 1526 als Seeräuber hingerichtet.

### Reformation
Jörgen Kock setzte sich für die Reformation ein und spielte eine wichtige Rolle in der gesamten dänischen Reformationszeit. Bereits im Mai 1527 ließ er den aus Malmö gebürtigen, zum Luthertum übergetretenen Priester Claus Mortensen Tøndebinder in Malmö predigen, zunächst in abgelegenen Kapellen am Stadtrand. Wegen des großen Zulaufes erlaubte er die evangelische Predigt und den Gesang von Kirchenliedern in der Volkssprache auch bald in der Hauptkirche St. Petri, wenn dort keine anderen Gottesdienste stattfanden. Zwar wurde Tøndebinder im September 1527 durch den Erzbischof von Lund der Stadt verwiesen, aber die Reformation war nicht aufzuhalten. Kock stellte neben dem mit königlichem Schutzbrief zurückgekehrten Tøndebinder zwei weitere evangelische Prediger ein. 1528 beantragte er beim König die Erlaubnis, die Bettelorden-Klöster in ein Hospital und Rathaus umwandeln zu dürfen. Zwar verlangte der König, dass die Mönche freiwillig auszögen, doch die Bürger stürmten im November 1529 das Heilig-Geist-Kloster und vertrieben die Mönche. die Franziskaner verließen ihr Kloster dann Anfang 1530 mehr oder weniger freiwillig. 1530 wurde Malmö als erste Stadt im dänischen Reich evangelisch. Von König Friedrich I., der in seiner Handfeste zwar versprochen hatte, die Ausbreitung des Luthertum zu verhindern, diesem jedoch anhing, wurde Kock dafür lebenslang mit den Einkünften des Prämonstratenser-Klosters in Östra Tommarp belohnt.

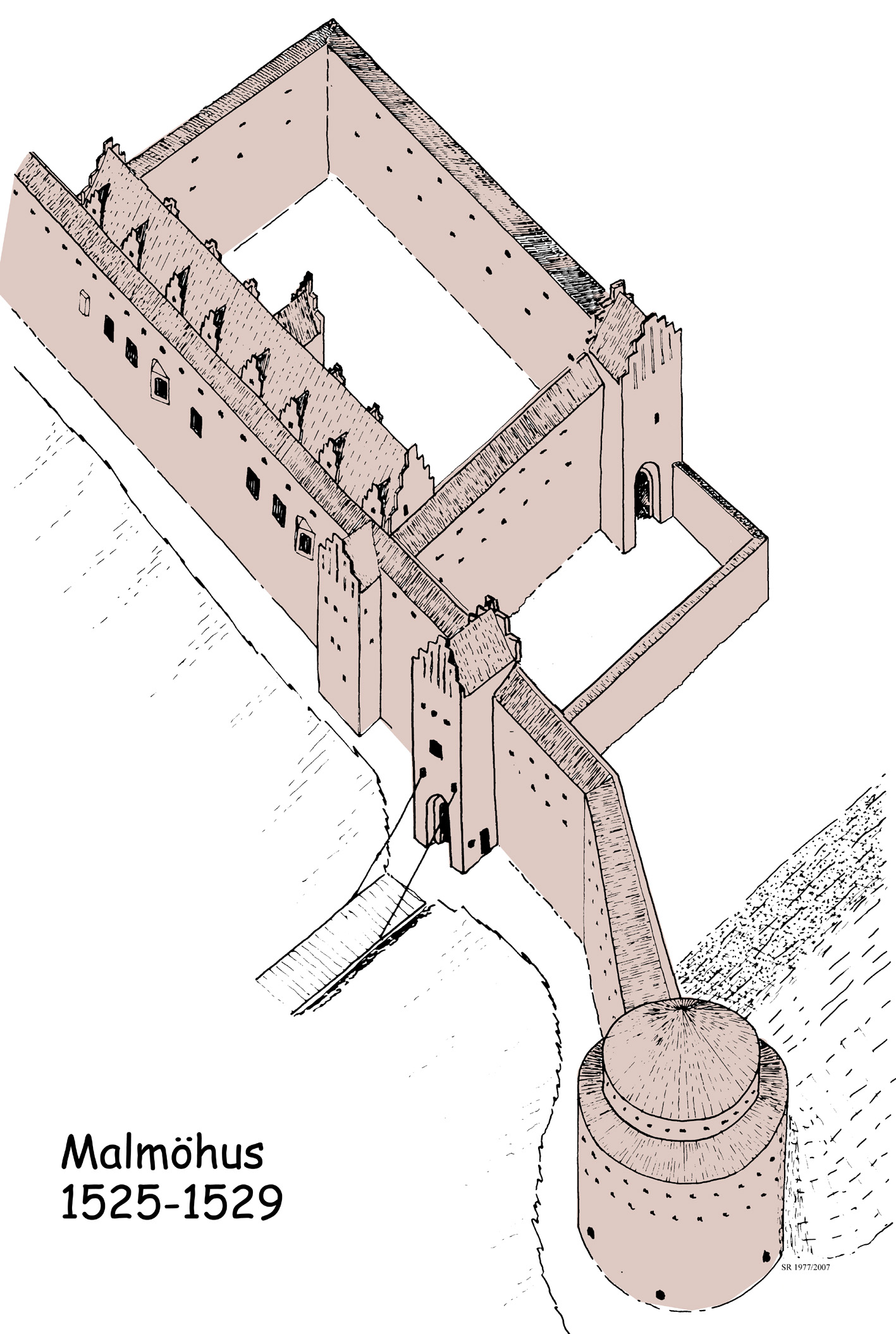
Malmöhus vor dem Brand von 1529

### Grafenfehde
Als König Friedrich I. 1533 starb und die altgläubigen Bischöfe im Reichsrat verhindern wollten, dass dessen ältester Sohn Herzog Christian, der sich in Hadersleben bereits als Unterstützer der Reformation erwiesen hatte, ihm als König nachfolgte, suchte Kock Verbündete für die evangelische Sache. Er fand sie in den Bürgermeister von Lübeck, Jürgen Wullenwever, und Kopenhagen, Ambrosius Bogbinder. Nach dem Vorbild Lübecks planten er und Bogbinder die Umwandlungen ihrer Städte in freie, vom lokalen Adel unabhängige Reichsstädte.
Obwohl Herzog Christian 1534 doch zum König gewählt wurde, unterstützte Kock gemeinsam mit Christoph von Oldenburg den Versuch Christians II., in der sogenannten Grafenfehde den dänischen Thron zurückzuerlangen, und öffnete Malmö für die Lübecker und ihre Verbündeten. Die Bürger, viele von ihnen evangelisch, fühlten sich in der eigene Stadt ab 1525 zu einer starken Festung ausgebauten und von katholischen Adligen besetztes Malmöhus bedroht. Kock lockte den königlichen Lehnsmann Mogens Gyldenstierne, mit dem er ansonsten ein freundschaftliches Verhältnis pflegte, aus der Burg, ließ ihn verhaften und die königliche Burg unter seine Kontrolle bringen. Die Bürger rissen den der Stadt zugewandten Teil der Burgbefestigung ab.
Am 13. Januar 1535 nahm Kock an der Schlacht von Helsingborg teil, wo die Lübecker und ihre Verbündeten eine Niederlage erlitten. Auch nach Lübecks Kapitulation im Juli 1535 hielt Malmö an seinem Widerstand fest. Im Frühjahr 1536 traf sich Kock dann auf Schloss Kalundborg zu Verhandlungen mit König Christian III. Am 6. April 1536 unterwarf sich Malmö dem König. Kock selbst wurde vom König zu seinem Schutz vor den Bischöfen und dem katholischen Adel nach Schleswig-Holstein geschickt und kehrte erst Ende des Jahres nach Malmö zurück.

### Späteres Leben
Nach seiner Rückkehr unterstützte er auf königlichen Befehl nach 1538 den Wiederaufbau der Malmöer Stadtfestung Malmöhus aus eigener Tasche. Die Befestigung blieb diesmal zur Stadt hin offen. 1540 wurde Kock vollständig rehabilitiert und wieder Bürgermeister, was er bis zu seinem Tod blieb. Das Amt des Münzmeisters übte er nach 1536 nicht mehr aus.

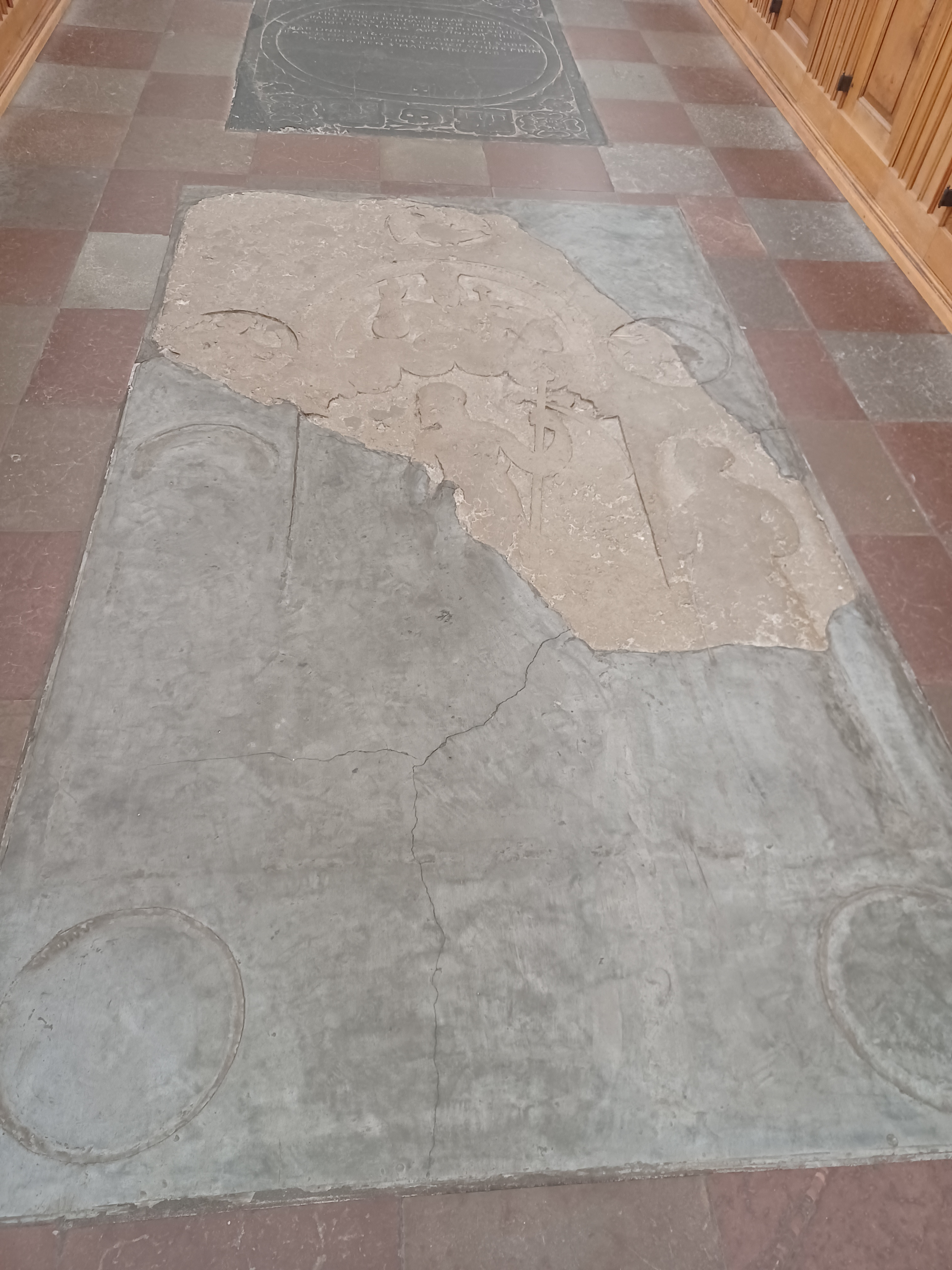
Jörgen Kocks Grabstein im Mittelgang der Petrikirche

Da seine Ehe kinderlos blieb, setzten er und seiner Frau in ihrem Testament ein Legat ein, nach dem alle Armen der Stadt täglich einen Laib Brot erhalten sollten. Das Ehepaar wurde vor dem Hauptaltar der Petrikirche beigesetzt.

## Jörgen Kock Hus

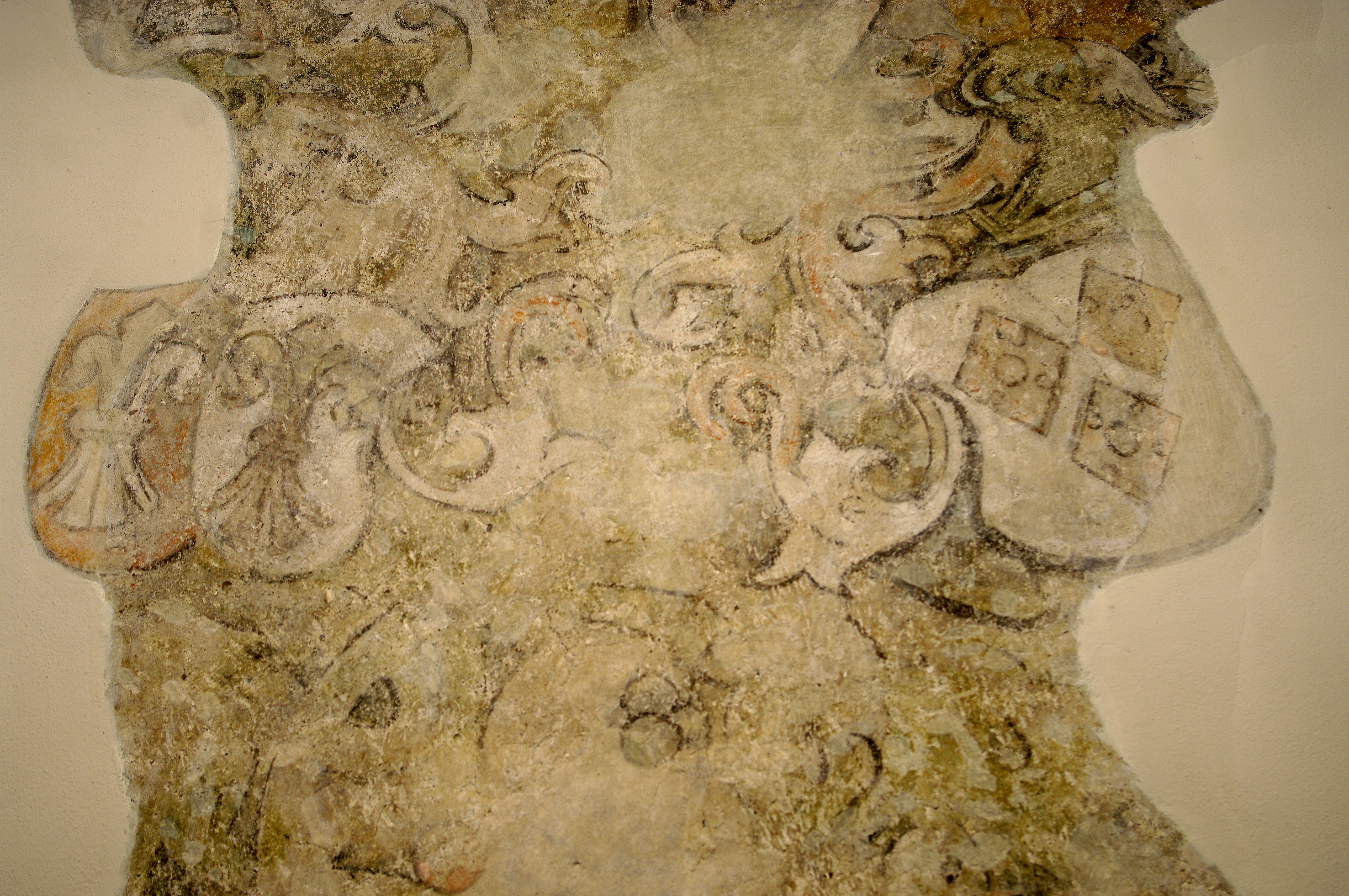
Jörgen Kocks Adelswappen auf einer Wandmalerei in seinem Haus

Als Bürgermeister leitete Kock ab 1523 umfassende Baumaßnahmen; unter anderem ließ er für den großen Marktplatz (Stortorget) und das Rathaus ganze Straßenzüge abreißen. Am Rande des Platzes hatte er bereits 1522 ein großes Grundstück gekauft, auf dem er sich ein eigenes herrschaftliches Haus in einer Stilmischung aus spätnordischer Gotik und früher niederländischer Renaissance errichten ließ. Der kunstvolle Stufengiebel des Haupthauses ist vermutlich Werk des niederländischen Baumeisters Michiel van Haerlem, der für die Bauhütte von Königs Christian II. in Kopenhagen arbeitete.
In diesem Haus beherbergte er 1524 für eine Woche  den schwedischen König Gustav Wasa. Die Ausmalung von dessen Schlafzimmer, die extra zu diesem Anlass von einem deutschen Künstler ausgeführt wurde, ist teilweise erhalten. Die verbliebenen Reste zeigen König David, wie er Batseba bei Bad zusieht. Die Ausmalung im Festsaal, die aufgrund des dort abgebildeten Adelswappens auf kurz nach 1526 datiert wird, und anderen Räumen wurde wohl von einheimischen Malern ausgeführt. Diese Malereien sind nur fragmentarisch erhalten. Um 1525 verlegt Kock die städtische Münzprägerei in ein Nebengebäude auf seinem Grundstück. Im Erdgeschoss des Hauptgebäudes befand sich eine Wechselstube. Zusätzlich befanden sich auf dem Grundstück die Wohnungen der Münzpräger.
Das Haus, das nach Kocks Tod nacheinander verschiedenen adligen Familie gehörte, wurde 1967 aufwändig renoviert und 1993 zum Baudenkmal erklärt.